# Per Siegbahn
Per Erik Manne Siegbahn, född 1945 i Engelbrekts församling, Stockholm, är en svensk fysiker.
Per Siegbahn disputerade 1973 vid Stockholms universitet där han sedan 1983 är professor i teoretisk fysik. Hans forskning har handlat om utveckling och tillämpning av kvantkemi och har på senare år fokuserat på bland annat teoretisk biokemi.
Han blev 1992 ledamot av Vetenskapsakademien. 
Per Siegbahn är son till nobelpristagaren Kai Siegbahn och sonson till nobelpristagaren Manne Siegbahn.